# 原著
華語文化當中並無特別區分原作與原著之間的差異，兩者皆可以通用以代稱（相對於其改编作品的）“原来的作品”、“原本的著作”。
日本漫畫產業中原作為漫畫家職業的一種，或稱漫畫原作，是以撰寫故事與設計漫畫分鏡為職業的人；相對於漫畫或作畫（負責畫面構成、人物設計、完稿）的人。
凡是將已經出版之作品進行改編，除了取得正式授權之外，通常會在作品開始處標明“改編自原著○○○”以示尊重；若是取材自真人真事則會標明“真人真事改編”，作品定義上仍為原創。

## ACG界
一套（动画、漫画或游戏）作品如從別的作品改編而成的作品，在C&S中會列出原作一欄。
C&S的原作欄一般包括以下基本資訊：
- 原作作品的名稱
- 原作版權持有人 / 機構
- 出處

例:一套動畫是從漫畫改編而成的，在原作一欄上會顯示原作漫畫名稱、作者、漫畫出版社及連載刊物名稱。
特例：假如改編的動畫作品原為作者甲的構思作品，後被作者乙改編成漫畫或劇集等作品，於原作一欄中將只會出現作者甲的名字，另會新增一欄目，名稱為作者乙改編而成的作品，記載基本資訊。
此外，未有由某部作品改编的动画，即原创动画，通常也会显示原作一栏，其中包含作品的部分主要著作者。